# Viva la Vida
«Viva la Vida» (с исп. — «Да здравствует жизнь») — песня британской рок-группы Coldplay. Она была написана всеми участниками группы для их четвёртого альбома Viva la Vida or Death and All His Friends (2008) и вышла в качестве его второго сингла. Его название позаимствовано из натюрморта Фриды Кало. Текст песни содержит исторические и христианские отсылки, а трек построен на зацикленной струнной секции в унисон с фортепиано, обработанным цифровыми технологиями, с постепенным добавлением других слоёв по мере развития песни.
Трек впервые был доступен в рамках предзаказа альбома 7 мая 2008 года, а 25 мая 2008 года был выпущен отдельно в качестве второго сингла альбома. Дебютировав с одобрением критиков и коммерческим успехом, «Viva la Vida» заняла первое место в UK Singles Chart и Billboard Hot 100, став первым синглом группы номер один в США и Великобритании. Coldplay первый раз исполнили эту песню вживую на церемонии 2008 MTV Movie Awards 1 июня 2008 года. Песня также получила премию «Премию „Грэмми“ за лучшую песню года» на 51-й ежегодной церемонии вручения Грэмми в 2009 году.

## Композиция
Текст песни «Viva la Vida» повествует о главном герое, который говорит, что «раньше он правил миром». Мартин объяснил текст песни «Я знаю, что Святой Пётр не назовёт моё имя» в интервью журналу Q: «Это о том, что… Тебя нет в списке», чтобы войти в жемчужные ворота. Когда его спросили о песне, бас-гитарист Гай Берриман сказал: «Это история о короле, который потерял своё королевство, и все оформление альбома основано на идее революционеров и партизан. В некоторых текстах прослеживается антиавторитарная точка зрения, и это некая плата за то, что мы окружены правительствами, с одной стороны, но с другой — мы люди с эмоциями, и все мы умрём, и глупость того, с чем нам приходится мириться каждый день. Отсюда и название альбома».
Песня написана в тональности ля-бемоль мажор. Основная аккордовая прогрессия — D♭5/E♭7/A♭/Fm. Временная подпись — 4/4, а темп — 138 ударов в минуту. В отличие от типичных для того времени аранжировок песен Coldplay, в которых основным инструментом является гитара или фортепиано, трек состоит в основном из струнной секции и цифрового фортепиано, играющих бодрый рифф песни, а также стабильного ритма бас-барабана, перкуссии (включая литавры и церковный колокол), бас-гитары и вокала Мартина; электрогитара используется в ограниченном количестве. Все струнные инструменты аранжированы и продирижированы скрипачом Давиде Росси, который является одним из главных соавторов альбома. Струнные Росси являются основной движущей силой всей песни, с сильной начальной петлёй, которая поддерживает голос Мартина, до припевов, где симфоническая мощь оркестра принимает свою полную форму. Аккорды, которые струнная секция играет на протяжении всей песни (и в припеве «Rainy Day», другой песни группы), очень похожи на те, что использовал сопродюсер «Viva la Vida» Брайан Ино в своей пьесе «An Ending (Ascent)», то есть они могли быть частично предложены Ино для этой песни.

## Релиз и продвижение

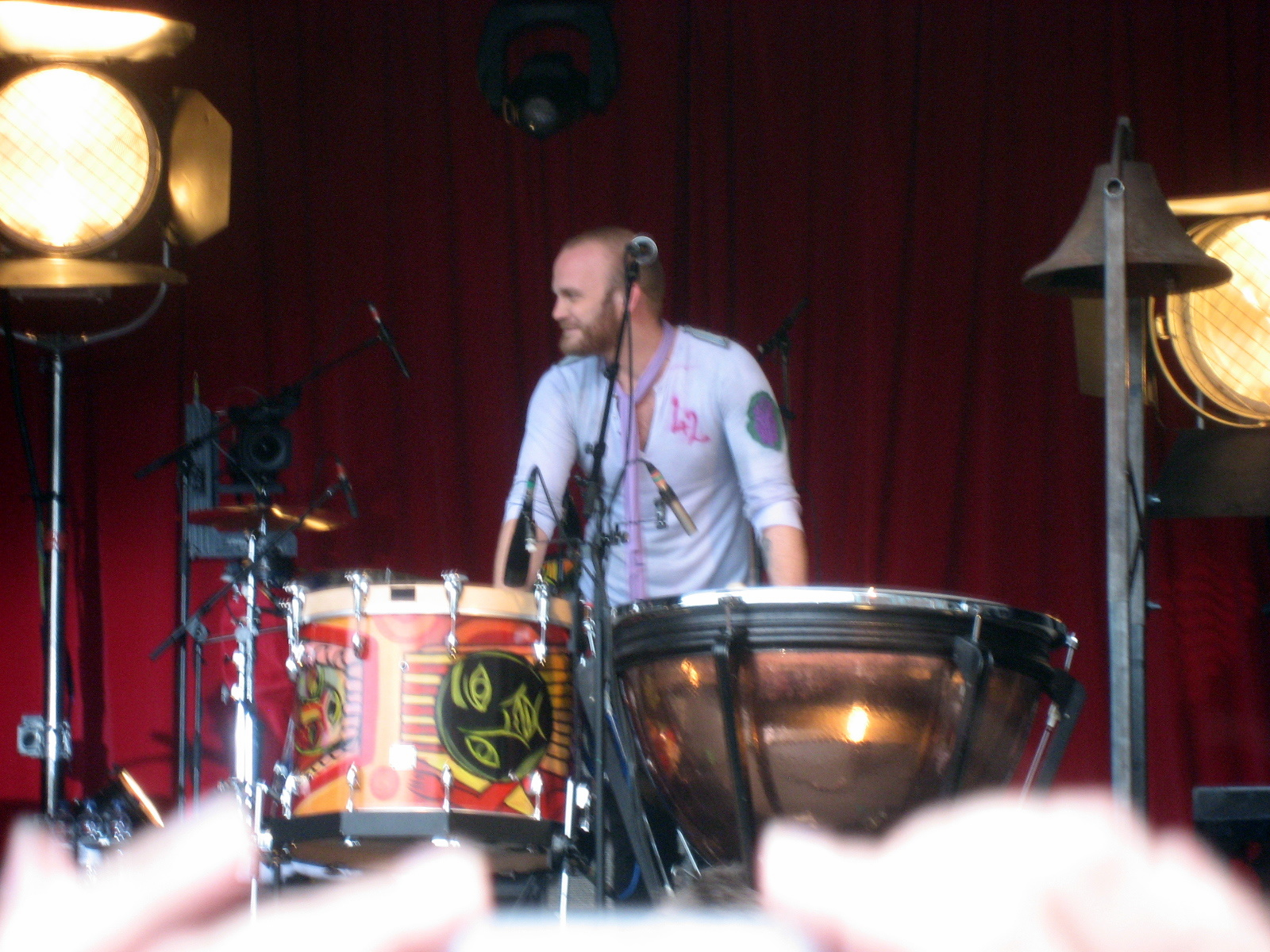
Уилл Чемпион с литаврами и церковными колоколами, используемыми в песне

Песня «Viva la Vida» впервые появилась в iTunes Store 7 мая 2008 года. Она была частью маркетинговой кампании по предзаказу альбома Viva la Vida or Death and All His Friends, в которую также входили эксклюзивные акустические версии «Lost!» и «Lovers in Japan». 25 мая 2008 года группа выпустила её для индивидуального приобретения по всему миру. Однако, поскольку трек уже раздавался в качестве бесплатной загрузки тем, кто сделал предварительный заказ альбома, он не попал в британский чарт синглов до выхода альбома 12 июня 2008 года. Песня «Viva la Vida» пользовалась большим спросом в интернете и стала самой продаваемой в iTunes в 2008 году.
Песня была использована в рекламной кампании iPod + iTunes компании Apple Inc.. Coldplay впервые исполнили песню вживую на церемонии вручения премии MTV Movie Awards в 2008 году. После этого песня неоднократно появлялась в СМИ, в том числе в эпизоде «A Person of Interest» паранормальной драмы «Медиум», в эпизоде «We’re Not in Kansas Anymore» подростковой драмы «90210: Новое поколение», в качестве песни, звучащей по радио, использовалась в качестве музыкального сопровождения ток-шоу Билла Беннетта «Утро в Америке», а также вошла в международный саундтрек к бразильской мыльной опере A Favorita, что помогло «Viva la Vida» подняться в чартах в Бразилии, где была показана теленовелла.

## Отзывы
Альбом «Viva la Vida» получил широкое признание критиков. В рецензии на альбом, опубликованной в Entertainment Weekly, критик Крис Уиллман написал: «Возьмём, к примеру, заглавный трек… в котором Мартин воображает себя монархом-параноиком. Кто захочет стать королём?» — спрашивает Мартин. Революционеры ждут моей головы на серебряном блюде! Уверенное величие музыки, однако, скрывает, насколько он и его товарищи по группе оживили своё рок-лайт правление" Josh Hathaway from The Plain Dealer noted «Viva la Vida» as the «catchiest» song on the album.. Джош Хэтэуэй из The Plain Dealer отметил «Viva la Vida» как «самую запоминающуюся» песню в альбоме. Крис Джонс из BBC отметил: «Струнно-духовые мутации, которые поддерживают такой трек, как „Viva La Vida“, … навевают мелодии такой сладкой меланхолии». В рецензии на IGN критик Чад Гришоу написал: «Это их единственная вылазка в бессовестный оркестровый поп, но пробивной удар струнных и фантастический маршевый вокал делают его слишком очаровательным и живым, чтобы не любить, и ещё сложнее не любить».
«Viva la Vida» была номинирована на «Запись года», выиграла «Песню года» и «Лучшее поп-исполнение дуэта или группы» на премии «Грэмми» в 2009 году. Эта песня также получила премию Ivor Novello Award за «Самый продаваемый британский сингл». Песня была включена в ежегодный рейтинг Rolling Stone «100 лучших песен» 2008 года под номером девять; она также заняла второе место в списке рок-композиций читателей Rolling Stone: Best Songs of 2008. «Viva la Vida» также была включена в список 1001 скачиваний Blender под номером пять: The Top 144 Songs of 2008, а также на восьмом месте в списке Pazz and Jop от Village Voice. «Viva la Vida» была взята за образец в нескольких других песнях, включая Flo Rida «Be on You», Mac Miller «Cut the Check» с участием Chief Keef и Дрейка «Congratulations» с его микстейпа So Far Gone. В 2019 году Billboard поставил песню на седьмое место в списке 50 величайших песен Coldplay. В 2021 году журнал American Songwriter поставил песню на первое место в списке 10 величайших песен Coldplay.
В декабре 2012 года песня заняла девятое место в символическом списке «Лучшие композиции за 10 лет скробблинга» портала Last.fm.

### Итоговые рейтинги
| Издатель       | Год  | Список                                                | Ранг   | Ссылка |
| -------------- | ---- | ----------------------------------------------------- | ------ | ------ |
| BBC America    | 2015 | 100 Greatest British Songs of the 21st Century So Far | 33     | [ 31 ] |
| Billboard      | 2023 | The 500 Best Pop Songs of All Time                    | 144    | [ 32 ] |
| Cleveland      | 2015 | The 50 Greatest Summer Songs Since 2000               | 44     | [ 33 ] |
| MTV Australia  | 2013 | The Official Top 1000 All Time Classics               | Placed | [ 34 ] |
| NPO Radio 2    | 2010 | Top 2000                                              | 7      | [ 35 ] |
| PopMatters     | 2008 | The Best Singles of 2008                              | 26     | [ 36 ] |
| Rolling Stone  | 2008 | 100 Best Singles of 2008                              | 9      | [ 37 ] |
| Rolling Stone  | 2011 | 100 Best Songs of the 2000s                           | 68     | [ 38 ] |
| RTÉ Gold       | 2023 | Top 100 Story Songs                                   | 14     | [ 39 ] |
| Piero Scaruffi | 2008 | The Best Rock Songs of 2008                           | 57     | [ 40 ] |
| WYEP-FM        | 2020 | Greatest Songs of the Past 30 Years                   | Placed | [ 41 ] |

## Нарушение авторских прав
4 декабря 2008 года известный гитарист Джо Сатриани подал в федеральный суд Лос-Анджелеса иск о нарушении Coldplay авторских прав. В иске указывалось, что мелодия песни «Viva La Vida» (2008) была скопирована с его композиции «If I Could Fly» (2004). Сатриани заявил, что намерен потребовать от Coldplay возмещения убытков, а также получить часть доходов от продаж альбома «Viva La Vida Or Death And All His Friends».
В сентябре 2009 года дело было закрыто. Его подробности не разглашаются, но источник Billboard утверждает, что сто́роны пришли к соглашению (в том числе финансовому) и Coldplay не придётся заявлять о совершении правонарушения.

## Список композиций
Digital download
1. «Viva la Vida» (New edit) — 4:04

Promotional CD
1. «Viva la Vida» (Radio edit) — 3:45
2. «Viva la Vida» (Full album version) — 4:01

CD release
1. «Viva la Vida» — 4:02
2. «Death Will Never Conquer» — 1:17

Bootleg Version
1. «Viva la Vida — DMS12 mix» — 7:01

## Чарты
| Чарт (2008—2009)                            | Высшая позиция |
| ------------------------------------------- | -------------- |
| Австралия (ARIA)                            | 2              |
| Австрия (Ö3 Austria Top 40)                 | 6              |
| Бельгия/Фландрия (Ultratop 50)              | 4              |
| Бельгия/Валлония (Ultratop 50)              | 7              |
| Бразилия (ABPD)                             | 19             |
| Канада (Billboard Canadian Hot 100)         | 4              |
| Чехия (Rádio — Top 100)                     | 1              |
| Дания (Tracklisten)                         | 8              |
| Европа (Billboard European Hot 100 Singles) | 3              |
| Финляндия (Suomen virallinen lista)         | 10             |
| Франция (SNEP)                              | 7              |
| Германия (GfK)                              | 5              |
| Италия (FIMI)                               | 2              |
| Нидерланды (Dutch Top 40)                   | 1              |
| Ирландия (IRMA)                             | 3              |
| Япония (Billboard Japan Hot 100)            | 9              |
| Новая Зеландия (Recorded Music NZ)          | 16             |
| Норвегия (VG-lista)                         | 5              |
| Польша Polish Singles Chart                 | 1              |
| Испания (PROMUSICAE)                        | 2              |
| Словакия (Rádio — Top 100)                  | 1              |
| Швеция (Sverigetopplistan)                  | 7              |
| Швейцария (Schweizer Hitparade)             | 5              |
| Великобритания (OCC UK Singles)             | 1              |
| США (Billboard Hot 100)                     | 1              |
| США (Billboard Adult Alternative Songs)     | 1              |
| США (Billboard Adult Contemporary)          | 1              |
| США (Billboard Adult Pop Airplay)           | 1              |
| США (Billboard Alternative Airplay)         | 1              |
| США (Billboard Pop Airplay)                 | 12             |
| Венесуэла (Pop Rock, Record Report)         | 4              |

| Чарт (2008)                       | Позиция |
| --------------------------------- | ------- |
| Australia (ARIA)                  | 33      |
| Austria (Ö3 Austria Top 40)       | 33      |
| Belgium (Ultratop Flanders)       | 16      |
| Belgium (Ultratop Wallonia)       | 40      |
| Brazil (Crowley)                  | 81      |
| Canada (Canadian Hot 100)         | 9       |
| Canada Hot AC (Billboard)         | 9       |
| Europe (European Hot 100 Singles) | 15      |
| France (SNEP)                     | 43      |
| Germany (Official German Charts)  | 26      |
| Ireland (IRMA)                    | 20      |
| Italy (FIMI)                      | 4       |
| Netherlands (Dutch Top 40)        | 2       |
| Netherlands (Single Top 100)      | 6       |
| Sweden (Sverigetopplistan)        | 16      |
| Switzerland (Schweizer Hitparade) | 16      |
| UK Singles (OCC)                  | 25      |
| US Billboard Hot 100              | 13      |
| US Adult Contemporary (Billboard) | 18      |
| US Adult Top 40 (Billboard)       | 8       |

| Чарт (2009)                        | Позиция |
| ---------------------------------- | ------- |
| Australia (ARIA)                   | 92      |
| Austria (Ö3 Austria Top 40)        | 75      |
| Belgium (Ultratop Flanders)        | 40      |
| Belgium (Ultratop Wallonia)        | 48      |
| Canada (Canadian Hot 100)          | 21      |
| Europe (European Hot 100 Singles)  | 47      |
| Germany (Official German Charts)   | 87      |
| Netherlands (Single Top 100)       | 54      |
| Spain (PROMUSICAE)                 | 10      |
| Sweden (Sverigetopplistan)         | 55      |
| Switzerland (Schweizer Hitparade)  | 31      |
| UK Singles (OCC)                   | 126     |
| US Billboard Hot 100               | 55      |
| US Adult Contemporary (Billboard)  | 5       |
| Venezuela Pop Rock (Record Report) | 1       |

| Чарт (2011)      | Позиция |
| ---------------- | ------- |
| UK Singles (OCC) | 196     |

| Чарт (2016)                   | Позиция |
| ----------------------------- | ------- |
| US Hot Rock Songs (Billboard) | 80      |

| Чарт (2022)    | Позиция |
| -------------- | ------- |
| Portugal (AFP) | 159     |

| Чарт (2023)                       | Позиция |
| --------------------------------- | ------- |
| Australia (ARIA)                  | 71      |
| Global 200 (Billboard)            | 64      |
| Netherlands (Single Top 100)      | 43      |
| Sweden (Sverigetopplistan)        | 74      |
| Switzerland (Schweizer Hitparade) | 74      |
| UK Singles (OCC)                  | 46      |

| Чарт (2000–2009)            | Позиция |
| --------------------------- | ------- |
| Australia (ARIA)            | 71      |
| Austria (Ö3 Austria Top 40) | 31      |
| Netherlands (Dutch Top 40)  | 2       |
| US Billboard Hot 100        | 49      |

| Чарт                                     | Позиция |
| ---------------------------------------- | ------- |
| Belgium (Ultratop Flanders)              | 75      |
| Netherlands (Dutch Top 40)               | 9       |
| Sweden (Sverigetopplistan)               | 44      |
| Switzerland (Schweizer Hitparade)        | 64      |
| US Adult Alternative Airplay (Billboard) | 56      |

## Сертификации
| Регион | Сертификация  | Продажи   |
| --- | ------------- | --------- |
| Австралия (ARIA) | 9× Платиновый | 630 000   |
| Бельгия (BEA) | Платиновый    |           |
| Бразилия (ABPD) | Платиновый    | 60 000*   |
| Дания (IFPI Danmark) | 3× Платиновый | 270 000   |
| Финляндия (Musiikkituottajat) | Золотой       | 5,875     |
| Германия (BVMI) | 3× Платиновый | 900 000   |
| Италия | —             | 30,000    |
| Италия (FIMI) · Sales since 2009 | 4× Платиновый | 200 000   |
| Япония (RIAJ) · PC download | Золотой       | 100 000*  |
| Новая Зеландия (RMNZ) | 6× Платиновый | 180 000   |
| Португалия (AFP) | 5× Платиновый | 50 000    |
| Испания (PROMUSICAE) | 6× Платиновый | 360 000   |
| Швейцария (IFPI Switzerland) | Платиновый    | 30 000^   |
| Великобритания (BPI) | 5× Платиновый | 3 000 000 |
| США (RIAA) | 5× Платиновый | 6,131,000 |
| Ringtone |               |           |
| Канада (Music Canada) | Золотой       | 20 000*   |
| Япония (RIAJ) | Золотой       | 100 000*  |
| Испания (PROMUSICAE) | Золотой       | 10 000*   |
| * Данные о продажах приведены только на основе сертификации. · ^ Данные о тиражах приведены только на основе сертификации. · Данные о продажах + прослушиваниях приведены только на основе сертификации. |               |           |